# Baneins
Baneins település Franciaországban, Ain megyében. Lakosainak száma 618 fő (2022. január 1.). Baneins L’Abergement-Clémenciat, Chaneins, Châtillon-sur-Chalaronne, Dompierre-sur-Chalaronne, Relevant, Saint-Étienne-sur-Chalaronne, Saint-Trivier-sur-Moignans és Valeins községekkel határos.

## Népesség
A település népességének változása:
| Lakosok száma | 284  | 307  | 377  | 595  | 573  | 597  | 602  | 617  | 625  | 618  |
|               | 1968 | 1982 | 1990 | 2006 | 2013 | 2015 | 2017 | 2019 | 2020 | 2022 |